# 幸月美波
幸月 美波（こうづき みわ、1975年 - ）は、日本の演歌歌手。

## 人物
2004年9月9日に『倉敷そして二人』でデビューし、地元放送局やイベントなどで歌唱と司会、ライブハウスへの出演、デイサービス施設への慰問などを行なっている。
2014年4月3日から、新見公立大学の広報大使に委嘱される。
座右の銘は「念ずれば花ひらく」。

## ディスコグラフィ
| 曲名               | 発売日         | 対象地     | 映像           |
| ------------------ | -------------- | ---------- | -------------- |
| 倉敷そして二人     | 2004年9月9日   | 倉敷市     |                |
| 雨の倉敷           |                | 倉敷市     | 映像 - YouTube |
| 岡山酒場町ブルース | 2012年12月12日 | 岡山市     |                |
| 三蟠しぐれ         |                | 岡山市中区 | 映像 - YouTube |
| 美作の女           |                | 美作市     |                |
| 湯郷の女           | 2015年5月      | 美作市     | 映像 - YouTube |
| 吉備路の子守歌     |                | 総社市     |                |

| 曲名     | 原曲歌手名         | 対象地       | 作詞・作曲           |
| -------- | ------------------ | ------------ | -------------------- |
| 鷲羽旅情 | デューク・エイセス | 岡山県倉敷市 | 西野フミ子・竹内康弘 |